# Phosphite de monopotassium
Le phosphite de monopotassium ou dihydrogénophosphite de potassium est un composé inorganique de formule KH2PO3. Il se constitue de l'anion phosphite (H2PO3−), la base conjuguée de l'acide phosphoreux, et d'un cation potassium. Il est utilisé dans certains engrais.